# Christoffer de la Vallée
Christoffer de la Vallée, né en 1661 à Stockholm et décédé en 1700 à Narva, est un architecte et ingénieur militaire suédois.
Il est le fils de l'architecte Jean de la Vallée, d'une famille française originaire de Paris descendant de Marin de la Vallée, architecte parisien du XVIe siècle.

## Sa formation
Tout comme son père et ses aïeux, Christoffer de la Vallée a étudié l'architecture, études qu'il complète par de nombreux voyages à l'étranger. C'est ainsi qu'il réside un certain temps à Venise où il fut, dès 1685, ingénieur au service de la République. C'est à ce titre qu'il sert sous les ordres du maréchal Otto Wilhelm de Kœnigsmark lors d'opérations en Grèce où il se distingua pendant la prise de la forteresse de Nauplie sur les Turcs.

## Sa carrière en Suède
Rentré dans sa patrie il est engagé en 1689, il devint capitaine-ingénieur à Wismar et en 1699 il fut nommé lieutenant-général quartier-maître ; peu après il fut tué durant le siège de Narva en 1700.
Christopher de la Vallée fut anobli en 1692 sans modification de nom.